# Indiana Jones und die Gefiederte Schlange
Indiana Jones und die Gefiederte Schlange ist ein Abenteuerroman des deutschen Schriftstellers Wolfgang Hohlbein aus dem Jahr 1990. Es handelt sich um den ersten von insgesamt acht Indiana-Jones-Romanen, die zwischen 1990 und 1994 von Hohlbein verfasst wurden, und den ersten deutschsprachigen überhaupt. Er erschien auch ein Jahr vor Robert MacGregors Indiana Jones und das Orakel von Delphi, dem ersten englischsprachigen Indiana-Jones-Roman. In Hohlbeins Werk versucht der US-amerikanische Archäologe und Abenteurer Dr. Indiana Jones 1932 hinter das Geheimnis eines goldenen Anhängers, der ein Bildnis des Maya-Gottes Quetzalcoatl enthält, den er von einem sterbenden Freund erhalten hat, zu lüften. Auf seiner Reise, die ihn von New Orleans über Kuba bis nach Yucatán führt, gerät er immer wieder mit Angehörigen der Maya aneinander, die das Amulett in ihren Besitz bringen wollen.

## Handlung
Mit seinem Kollegen Dr. Greg Swanson begibt sich Indiana Jones, Professor für Archäologie an der Universität von Cincinnati, 1929 nach Yucatán, wo sie im Inneren eines erloschenen Vulkans eine Entdeckung zu machen hoffen. Auf dem Weg dorthin wird der Wagen von einem Indianer angehalten, der Swanson etwas vom Maya-Gott Quetzalcoatl erzählt, was diesen sehr verärgert, er weist den Mann schroff ab und fährt weiter. Indiana Jones gegenüber hält er sich jedoch bedeckt, was den Inhalt des kurzen Gesprächs angeht und bestreitet sogar, dass der Name der Gottheit überhaupt fiel. Als sie sich später dann dem Rand des Kraters nähern, werden sie jedoch vom Ausbruch des Vulkans überrascht und müssen fliehen. Dabei werden sie auch von einem Maya-Indianer angegriffen, der Jones getötet hätte, wenn ihm nicht durch einen glücklichen Zufall ein Stück Lava unmittelbar an den Kopf geflogen wäre. Swanson, der Jones zuvor das Leben rettete und dabei schwer verletzt wurde, liegt im Sterben und gibt Indiana Jones vor seinem Tod noch einen fingernagelgroßen Anhänger aus Gold, welcher den Maya-Gott Quetzalcoatl zeigt, und bittet ihn, diesen seiner Tochter zu geben.
Drei Jahre später hält sich Indiana Jones in New Orleans auf, wo er die Kanzlei Marten, Marten, Marten & Marten aufsuchen will, die er damals beauftragt hatte, Swansons Tochter zu suchen, und die nun einen Hinweis hat. Am Vorabend trifft er sich mit José Perez, einem alten Bekannten und Studienfreund, mit dem er gemeinsam an einer Pokerrunde teilnimmt. José wirkt ungewöhnlich angespannt beim Spiel und will verbissen gewinnen. Jones lässt sich darauf ein, noch weiter mitzugehen, obwohl er kein Bargeld mehr bei sich hat. José leiht ihm etwas, will aber ein Pfand dafür. Jones bietet ihm seine Uhr an, José wird aber auf den goldenen Anhänger aufmerksam, den Indiana Jones seit dem Vorfall in Yucatán unter seinem Hemd um den Hals trägt. Indy gibt es widerwillig heraus und denkt, da er gute Karten hat, José eine Lektion zu erteilen, muss jedoch eine schwere Niederlage einstecken. Sie machen aus, dass Jones ihm am nächsten Morgen das Geld zurückgeben soll. Auf dem Heimweg ärgert sich Indy, nicht früher aufgehört zu haben und vor allem darüber, dass er den Anhänger, der ihm gar nicht gehörte, einsetzte. Als er den Weg zum Hotel durch eine Gasse abkürzen will, wird er von Unbekannten überfallen und niedergeschlagen. Als er wieder zu sich kommt, stellt er fest, dass ihm nichts gestohlen wurde, lediglich das Hemd wurde ihm zerrissen.
Am nächsten Morgen holt er sich von der Bank Geld und begibt sich zu dem Hotel, wo José untergekommen ist. Dort erfährt er allerdings, dass dieser in aller Früh überraschend abgereist ist. Seine Frau Anita, von deren Existenz Jones bisher nichts wusste, ist jedoch an seiner Stelle vor Ort und gibt ihm den Anhänger zurück. Als Indy ihr das Geld geben will, lehnt sie ab und meinte, dass es José wegen des Anhängers sehr leid täte, er hätte diesen nie als Pfand annehmen dürfen. Anita wirkt jedoch verängstigt und muss auffällig schnell wieder weiter. Jones begibt sich zur Kanzlei, wo ihm die anwesende Joana Swansons, Greg Swansons Tochter vorgestellt wird. Indy erfährt, dass sie ebenfalls eine goldene Quetzalcoatl-Kette besitzt. Während sich die beiden noch unterhalten, taucht plötzlich ein großer Maya-Indianer auf, der sie angreift. Jones wehrt sich, kann aber nicht verhindern, dass der Angreifer Joana die Kette entreißt und entkommen kann. Nachdem sie den Fall der örtlichen Polizei geschildert haben, bringt Jones Joana zu ihrem Hotel und begibt sich danach alleine zum Hotel, wo José war, in der Hoffnung, nochmals Anita zu begegnen und diese auszufragen. Er wird enttäuscht, kann aber den Portier dazu bringen, ihn in das Zimmer zu lassen, das beide bewohnten. Es ist sehr akribisch aufgeräumt worden, Jones findet allerdings einen Notizblock, auf dem sich die Schrift des abgerissenen Blattes durchgedrückt findet. Indy erhofft sich so einen Hinweis auf Josés Aufenthalt zu finden, doch ehe er den Block untersuchen kann, wird ein Giftpfeil in das Zimmer geschossen, der ihn nur verfehlt, weil er sich zufällig nach vorne gebeugt hatte. Jones verlässt das Hotel und macht sich zu dem Gebäude, von dem aus der Schütze ihn zu töten versuchte, auf. Es ist ebenfalls ein Hotel und dort kann er das entsprechende Zimmer ausfindig machen, stößt aber auf keine Hinweise, die ihn weiterbringen. Auf dem Weg zurück begegnet er dem Indianer wieder, mit dem er sich erneut einen Kampf liefert.
Als er nach draußen flüchtete, erfährt er vom Portier von Josés Hotel, dass dieser sehr früh aufgebrochen ist und zum Hafen wollte. Jones ahnt, dass er ein Schiff erreichen wollte und macht sich mit einem Taxi ebenfalls auf den Weg zum Hafen. Er bittet den Fahrer, möglichst rasch zu fahren und erfährt dann so, dass in ein Taxi zuvor ein Indianer mit einer jungen Frau eingestiegen war, die es ebenfalls sehr eilig hatten. Jones weiß nun, dass Joana entführt wurde und nimmt die Verfolgung auf, die zu einem Wasserflugzeug, einer Cessna, führt, wo der Indianer mit einem weiteren Krieger gerade den Abflug vorbereitet. Jones kann beide überwältigen und Joana befreien. Er will nach Kuba, wohin das Schiff, das José genommen hat, geht. Gegen Jones’ Willen nehmen sie das Flugzeug, das Joana zu fliegen in der Lage ist.
Auf der Insel angekommen, macht Joana deutlich, dass sie Jones sehr interessant findet, Indy wehrt sich gegenüber ihren Annäherungen allerdings mit dem Hinweis, dass sie zum einen noch zu jung, zum anderen die Tochter eines guten Freundes ist. Sie begeben sich nach Havanna, wo sie, anstatt aus Josés Ankunft zu warten, ein privates Museum aufsuchen, das Swansons Freund Norten gehört, ebenfalls ein Experte für die Kultur der Maya. Joana teilt Jones mit, dass dieser ebenfalls ein solches Amulett besaß und dass José sicher mit Norten sprechen will. Das Museum, das Nortens Maya-Privatsammlung enthält, ist jedoch verlassen, als sie nach seinem Besitzer suchen, stoßen sie auf eine grüne Mamba, eine der gefährlichsten Giftschlangen der Welt, die Jones schließlich mit einem Messer enthauptet. Um Joana nicht zu beunruhigen, gibt er vor, dass er nicht sicher wisse, ob sie giftig war und unterschlägt auch, dass diese Schlangenart eigentlich nur in Zentralafrika vorkommt. Sie finden eine spanische Mitarbeiterin von Norten, von der sie erfahren, dass Norten mit den übrigen Angestellten zwecks Erholung auf seine Hazienda gefahren ist.
Sie begeben sich mit dem Flugzeug dorthin, bei ihrer Ankunft werden sie jedoch von einer ganzen Gruppe Indianer angegriffen und können in letzter Sekunde Schutz in der Hazienda nehmen. Dort hat sich Dr. Norten mit einigen seiner Leute verschanzt. Zu ihrer Überraschung ist auch José mit Anita anwesend, die sie noch auf dem Schiff vermutet hatten. Indiana kommt dahinter, dass das damalige Pokerspiel eine Farce war, José selbst ein schlechter Spieler ist und dieser mit einem weiteren Spieler das Spiel genau in diese Richtung gelenkt hatte. José wollte sich auf diese Weise des Amuletts von Jones bemächtigen. Was ihm auch gelungen wäre, hätte es Anita nicht ihrem Mann entwendet und ohne dessen Wissen zurückgegeben. Norten behauptet, dass er nicht wisse, was die Belagerer wollen, wahrscheinlich handle es sich um Strauchdiebe, die gemerkt hätten, dass der Großteil seiner Männer gerade weg ist, um in der Stadt Rinder zu verkaufen. Diese würden in Kürze wiederkehren, dann würde man die Angreifer vertreiben. Jones weiß jedoch, dass man ihm nicht die Wahrheit sagt. Im Laufe des Abends fühlen mehrere Personen unabhängig voneinander allerdings, dass sich draußen irgendetwas Unheimliches zusammenbraut. Norten ändert plötzlich seine Meinung und schlägt vor, dass sie nun doch einen Ausbruch wagen sollten und mit der Cessna die Flucht versuchen sollten. Es kommt schließlich zu einem Gewitter und als ein Blitz das Gebäude erhellt, brennt sich allen Anwesenden bis auf José kurzzeitig das Bild einer geflügelten Schlange auf die Netzhaut. Weitere Blitze lassen Teile des Hauses einstürzen und ein Brand bricht aus. Norten meint, Jones und Joana sollen versuchen zum Flugzeug zu gelangen, er würde mit José und Anita nachkommen. Auf ihrer Flucht muss Jones erleben, wie sich in den Flammen die Gestalt einer riesigen Schlange bildet, als der Boden an einer Stelle aufreißt, sieht er zudem eine ganze Grube voller Feuerschlangen. Die Flucht gelingt schließlich und Norten meint, dass sie ein Boot haben, auf dem sie sicher sind. Als Joana, die sich wenig kooperativ zeigt, zwingt sie José mit einem gezogenen Revolver, bestimmte Koordinatoren anzufliegen.
Dort stoßen sie auf ein Schlachtschiff der US-Marine, die USS Saratoga. Deren Kommandant Bentley Norten ist Nortens Bruder. Jones erfährt, dass es insgesamt 13 Goldamulette gab und sie bis auf den Joana gestohlenen in einem Safe des Schiffs liegen. Jones wird auch der Hintergrund eröffnet: Es gab ursprünglich nur einen einzigen Anhänger, den Swanson den Mayas gestohlen hatte, er ließ jedoch eine Reihe von Nachbildungen anfertigen und verteilte diese, damit sich niemand so leicht des richtigen Stückes bemächtigen konnte. In dieses hatte einst ein bedeutender Maya-Priester den Schlüssel zum Wiederaufstieg der Maya magisch festgehalten. Die Norten-Brüder haben José, der selbst aus Yucatán stammt, im Verdacht, dass er mit der Macht des Amuletts den Gott Quetzalcoatl wieder zum Leben erwecken will, um die Macht der Maya wiederherzustellen. Jones findet in einer Kabine den Federmantel eines Maya-Priesters sowie einige Kultgegenstände, die diesen Eindruck bestärken. Man beschließt, José vorerst in Sicherheit zu wiegen. Man hatte ihn nur als landeskundigen Führer angeheuert. Geplant ist, dass er sie zu einem Tempel nahe dem Vulkan, wo Swanson starb, führen soll, dann will man ihn festsetzen und Jones soll die weitere Expedition anführen.
Auf der Reise nach Yucatán zieht plötzlich ein auffällig dichter Nebel auf, der das gesamte Schiff einhüllt und kurz darauf wird das Schiff von einer Gruppe Maya-Krieger geentert. In den anschließenden Kämpfen wird Jones niedergeschlagen und muss, als er wieder zu sich kommt, erfahren, dass José alle an Bord befindlichen Amulette gestohlen und zudem Joana entführt hat. Jones begibt sich in Joanas Kabine und hofft, dass er dort vielleicht noch den Swansons Anhänger, den er ihr vorher heimlich zugesteckt hatte, finden kann, er findet aber nur die Kette, an der er befestigt war. Eine kleine Gruppe begibt sich auf das mexikanische Festland. Jones wird von den anderen durchgehend überwacht, damit er nicht fliehen kann. Als er plötzlich vor dem Fenster ihrer Unterkunft aber glaubt, Anita gehen zu sehen, die eigentlich an Bord in ihrer Kabine eingesperrt und bewacht sein sollte, wagt er den Ausbruch. Er holt Anita ein und stellt sie zur Rede, erfährt von ihr, dass sie ebenfalls José aufhalten will. Sie werden erneut von zwei Maya-Kriegern gefunden, die auf sie losgehen wollen, als plötzlich ein alter Mann erscheint, vor dem die Krieger panisch fliehen. Vor Norten und seinen Soldaten fliehen Jones und Anita zurück zum Flugzeug, mit dem sie sich auf den Weg zum Vulkan machen. Dessen Krater ist voller Wasser, auf dem sie landen können und durch einen versteckten Durchgang in das Innere des Vulkans gelangen. Dort unten stoßen sie auf eine Höhle gigantischen Ausmaßes, in der sich ein aus schwarzem Lavagestein herausgeschlagener Maya-Tempel befindet, dessen Größe jedoch alle Jones bekannten übersteigt. Sie betreten diesen und erleben dort, wie José in der Kleidung eines Priesters vor einer großen Versammlung von Mayas ein Ritual durchführt. Da ihm allerdings ein Anhänger noch fehlt, will er Joana opfern. Indiana geht dazwischen und bietet sich selbst an Stelle Joanas an. Da gelangen plötzlich Norten und seine Männer in den Tempel und halten die Menge mit Gewehren in Schacht. Norten weiß, dass Joana den Anhänger bei sich trägt und droht, Indiana das Gesicht in Streifen zu schneiden, wenn er ihn nicht erhält. Joana rückt den Anhänger daraufhin raus und Norten erschießt José kurzerhand und beginnt nun selbst, mit dem verbliebenen Anhänger das Ritual durchzuführen. Indiana muss erkennen, dass Norten größenwahnsinnig ist, indem er die Macht der Maya für eigene Zwecke nutzen will. Dies war von Anfang an sein Plan gewesen, die auf dem Schiff gefundenen Utensilien hatten nicht José, sondern ihm gehört. Im Zuge des Rituals erhebt sich eine große feurige Schlange, welche jedoch die versammelten Menschen angreift, dadurch sterben auch Nortens Bruder und dessen Soldaten. Norten muss dann aber erkennen, dass die Lage außer Kontrolle geraten ist, als sich bei der Berührung der Schlange ein Anhänger nach dem anderen auflöst – offensichtlich war keiner von ihnen der echte. In dem Chaos entfliehen Indiana, Joana und Anita und gelangen durch den Einstieg zurück zum Vulkansee. Dort stoßen sie erneut auf einen alten Mann, der sich als der legendäre Mossadera herausstellt, Anita ist seine Tochter. Jones gibt diesem die Kette, an der sich Swansons Anhänger befunden hat und die er immer noch bei sich trug – nicht einer der Anhänger, sondern die Kette selbst waren jener Gegenstand, in dem die Macht der Maya magisch festgehalten wurde. In Mossaderas Hand verformt sich die Kette zu einer Schlange und Flügeln, dann ist die Handfläche wieder leer. Jones meint, dass das Flugzeug genug Platz für sie alle bietet, aber der Maya und seine Tochter meinen, dass ihnen nichts geschehen wird. Mossadera gibt seinen und Anitas Segen, dann besteigen Jones und Joana das Flugzeug und verlassen den Ort.

## Sonstiges
Das vom Mailänder Oliviero Berni gezeichnete Cover des Romans, das Indiana Jones vor einer Vulkanlandschaft zeigt, wurde später, um ein paar Elemente ergänzt, als Cover für den Sammelband mit den beiden Romanen Indiana Jones und das Schwert des Dschingis Khan und Indiana Jones und das Geheimnis der Osterinseln wiederverwendet.
Wolfgang Hohlbein veröffentlichte den Roman später unter dem Titel Der Dämonengott nochmals als Teil der Thor-Garson-Reihe; beide Werke sind in ihrer Handlung identisch und weisen nur leichte Veränderungen auf. Indiana Jones wurde hier nun zum Abenteurer Thor Garson, der in Berlin aufgewachsen, mit seiner Familie wegen der nationalsozialistischen Machtergreifung allerdings in die Vereinigten Staaten ausgewandert ist. Der Prolog, der im Original 1929 spielte, wurde nun in das Jahr 1935 verlegt.
Der Klappentext der Originalausgabe stimmt nicht mit dem Inhalt überein. Dort ist zu lesen, dass Indiana Jones am Fuße der Anden auf der Suche nach einem Freund ist, den er schließlich im Sterben liegend in einem „winzigen Dorf bei merkwürdigen Indios“ findet. Der Prolog spielt jedoch nicht in Südamerika, sondern in Mexiko, Jones ist auch nicht auf der Suche nach einem verschollenen Freund, sondern begleitet diesen auf einer Expedition. Ein Dorf mit Indianern kommt im Roman nicht vor, die Handlung spielt stellenweise in einer nahe dem Vulkan gelegenen mexikanischen Kleinstadt.

## Ausgaben
- Wolfgang Hohlbein: Indiana Jones und die Gefiederte Schlange, Goldmann, München 1990, ISBN 3-442-09722-3.
- Wolfgang Hohlbein: Indiana Jones: Das Schwert des Dschingis Khan. Das Geheimnis der Osterinseln – Zwei packende Abenteuerromane in einem Band, Goldmann, München 1993, ISBN 3-442-11608-2.